# Canitar
Canitar é um município do estado de São Paulo, no Brasil. Sua população estimada em 2024 era de 6.524 habitantes (IBGE).

## Toponímia
"Canitar" procede do tupi antigo akanetá, que significa cocar.

## História
A região foi habitada pelos xavantes até 1910, quando foi construída a estação de trem Canitar, nas terras de Joaquim Bernardo de Mendonça. Ao redor da estação, o terreno foi loteado e vendido por Joaquim, dando origem ao povoado. Em 1922, o povoado se tornou distrito pertencente ao município de Chavantes. O distrito tornou-se município autônomo em 1991.
Em 30 de novembro de 1944, foi criado o distrito de Canitar, com sede no povoado de Fortuna, município de Chavantes. Esta região teve sua colonização iniciada no final do século XIX e incrementada com a chegada dos trilhos da Estrada de Ferro Sorocabana.
O município de Canitar nasceu no anseio do povo de conquistar a liberdade. No ano de 1989 foi montada uma equipe pro-emancipação do então distrito de Canitar. No ano de 1991 formou-se uma comissão pró-emancipação, cuja finalidade era esclarecer ao público as vantagens da emancipação e da importância do SIM ao plebiscito.
Foram feitas várias reuniões com os moradores e também viagens a São Paulo para informações e esclarecimentos relacionados a emancipação. No dia 19 de Maio de 1991, houve o Plebiscito (voto do povo por SIM ou Não). Em outubro de 1992 aconteceu a primeira eleição para Prefeito. Disputaram o cargo Aníbal Feliciano e Luis Gimenes Filho. Foi eleito Aníbal Feliciano, sendo José Bernardo de Mendonça o vice-prefeito.
O prefeito tomou posse no primeiro dia de janeiro de 1993. A primeira câmara do município de Canitar era formada pelos seguintes vereadores: João de Oliveira Junior, Osvaldo Obata Filho, Benedito Antônio da Fonseca, Paulo César Feliciano, Dirceu Florêncio de Brito, Getúlio Gimenez, Gilberto Silvério, José Roberto Vendramini, Marcos Antônio Nicolini. No primeiro mandato do prefeito Aníbal Feliciano foram instituídos os seguintes feriados, o dia 19 de maio dia do município e o dia 15 de agosto dia da padroeira Nossa Senhora do Perpetuo Socorro.
O segundo prefeito de Canitar foi o José Bernardo de Mendonça, neto do fundador do município de Canitar, sendo Paulo César Feliciano o vice-prefeito.

## Geografia
Localiza-se a uma latitude 23º00'23" sul e a uma longitude 49º47'00" oeste, estando a uma altitude de 508 metros. Possui uma área de 57,4 km².

### Hidrografia
- Rio Paranapanema
- Rio Pardo

### Rodovias
- SP-270 (duplicada)

### Ferrovias
- Linha Tronco da antiga Estrada de Ferro Sorocabana [8]

## Demografia

### População
| Crescimento populacional                             | Crescimento populacional | Crescimento populacional | Crescimento populacional |
| Ano                                                  | População Total          |                          | %±                       |
| ---------------------------------------------------- | ------------------------ | ------------------------ | ------------------------ |
| 2000                                                 | 3 481                    |                          | —                        |
| 2010                                                 | 4 369                    |                          | 25,5%                    |
| 2022                                                 | 6 283                    |                          | 43,8%                    |
| Est. 2024                                            | 6 524                    | [ 9 ]                    | 3,8%                     |
| Fontes: Censos Demográficos IBGE e Estimativas SEADE |                          |                          |                          |

## Política e administração
- Prefeito: Joel Rodrigues (2021/2024)
- Vice-prefeito: Angélico Mendes Pereira (Inhé)
- Presidente da câmara: Adenilo Antônio de Oliveira (Nilinho) (2021/2022)

## Economia
A economia do município se baseia na agricultura, especialmente de cana-de-açúcar, café, milho, arroz, feijão e soja.

## Infraestrutura

### Comunicações
O sistema de telefones automáticos, assim como o sistema de discagem direta à distância (DDD) com o código de área (0143), foram implantados pela Telecomunicações de São Paulo (TELESP).
Na década de 90 o código DDD da cidade foi alterado para (014), para padronização do sistema telefônico com a telefonia celular que estava sendo implantada em todo o estado.

## Religião
O Cristianismo se faz presente na cidade da seguinte forma:

### Igreja Católica
- A igreja faz parte da Diocese de Ourinhos.[17]

### Igrejas Evangélicas
Entre as igrejas protestantes históricas, pentecostais e neopentecostais, encontram-se na cidade:
- Assembleia de Deus Ministério do Belém.[20][21]
- Congregação Cristã no Brasil.[22]